# پارک ملی کننوسی جنوبی
پارک ملی کُنْنِوِسی جنوبی (فنلاندی: Etelä-Konneveden kansallispuisto) در مرز نواحی فنلاند مرکزی و ساوونیای شمالی در فنلاند واقع شده‌است.
این پارک شامل جزایری در قسمت جنوبی دریاچه کُنْنِوِسی و یک امتداد پیوسته گسترده از سرزمین اصلی در ساحل شرقی دریاچه است. پارک ملی در جنوب جاده اصلی ۶۹ و در شمال غربی بزرگراه ۹ واقع شده‌است در پارک، بازدیدکنندگان می‌توانند با قایق‌رانی در پیچ و خم جزایر صخره‌های یخ‌زده صاف و دیواره‌های صخره‌ای عمودی همزمان در آب زلال قزل‌آلای خال‌سرخ را مشاهده کنند.
دانشگاه یووسکوله یک ایستگاه تحقیقاتی در کُنْنِوِسی دارد. این ایستگاه تحقیقاتی در اکولوژی تجربی، چه در زمین و چه در آب، مشهور شده‌است.